# 1823 na literatura

## Nascimentos
| Data         | Nome           | Profissão | Nacionalidade | Observações | Ref |
| ------------ | -------------- | --------- | ------------- | ----------- | --- |
| 10 de Agosto | Gonçalves Dias | poeta     | Brasil        | m. 1864     |     |

## Mortes
| Data           | Nome          | Profissão | Nacionalidade | Observações | Ref |
| -------------- | ------------- | --------- | ------------- | ----------- | --- |
| 7 de Fevereiro | Ann Radcliffe | escritor  | Inglaterra    | n. 1764     |     |